# Komödienspiele Porcia

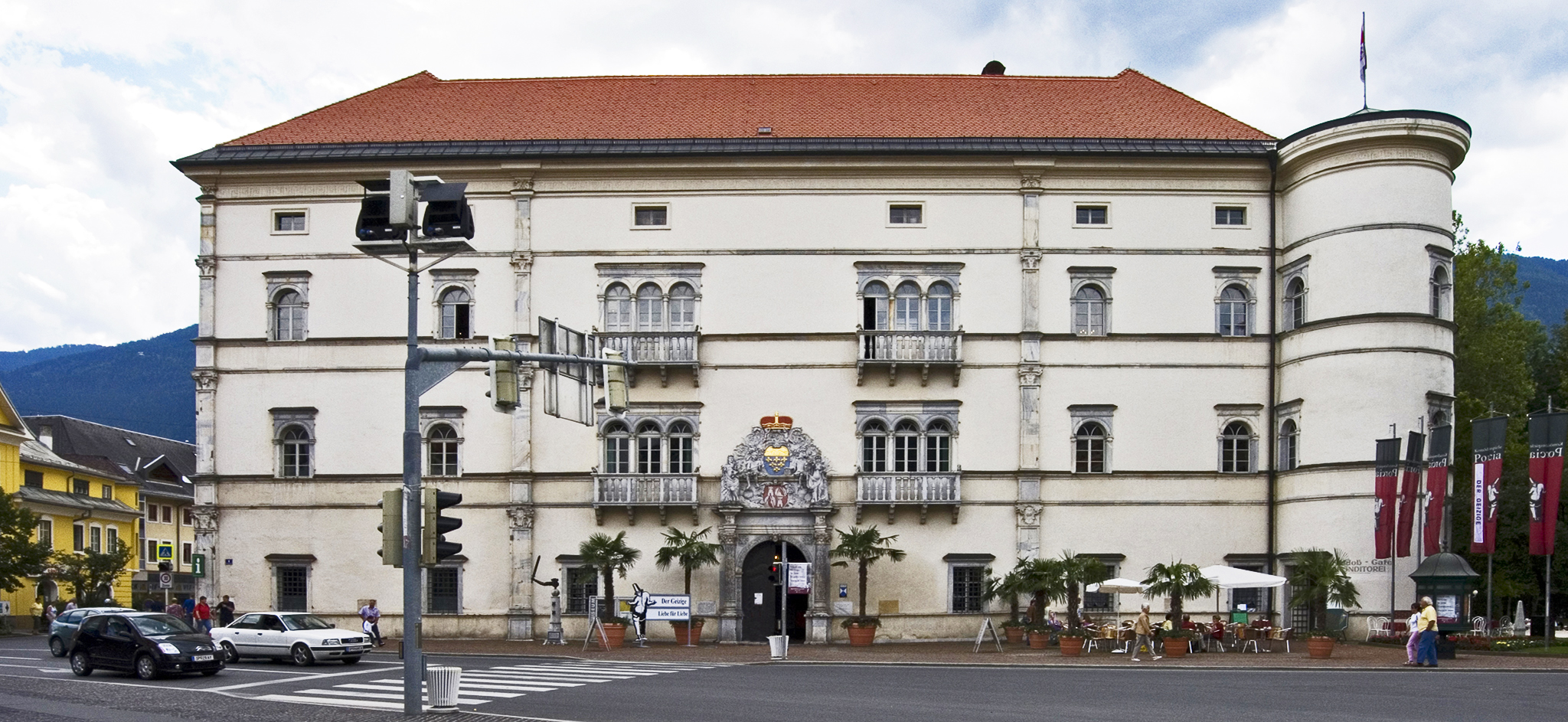
Schloss Porcia

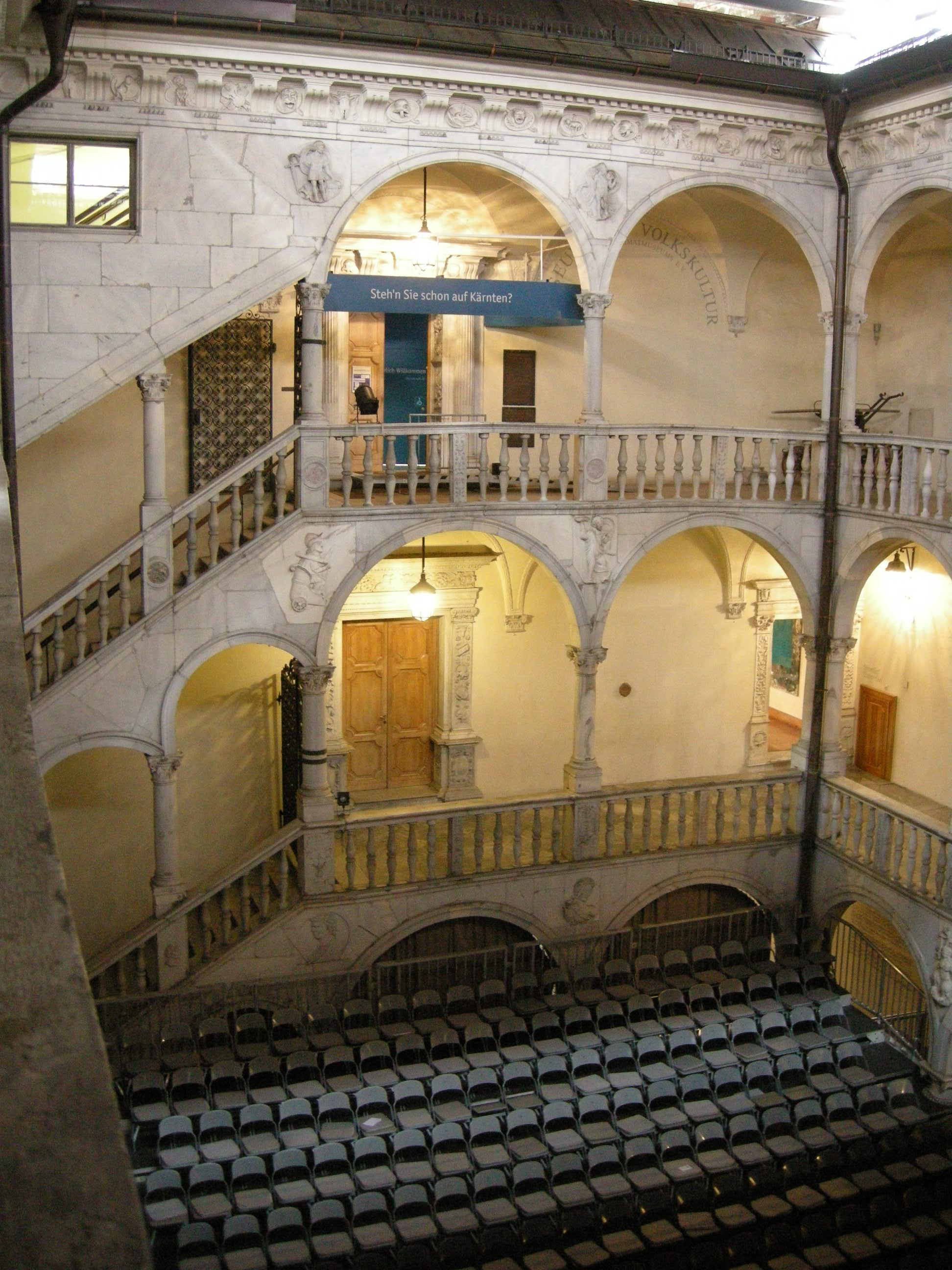
Der Aufführungsort

Die Komödienspiele Porcia sind ein Theaterfestival des Ensemble Porcia, das alljährlich im Sommer in Spittal an der Drau in Kärnten (Österreich) stattfindet.

## Geschichte
Im Jahr 1960 kamen Annemarie Siller, Herbert Wochinz und Thomas Bernhard nach Spittal an der Drau. Sie fanden in dem Arkaden-Innenhof von Schloss Porcia einen Platz für die sommerlichen Theateraufführungen. Ein Jahr später reiste nahezu das gesamte Ensemble des Wiener Theaters am Fleischmarkt nach Spittal, um in dem noch unrenovierten Schlosshof die Gründungsspielzeit mit folgenden Komödien zu eröffnen:
- Die Komödie der Irrungen von Shakespeare
- Der Gefoppte von Georges Feydeau
- Kein Pfeffer für Czermak von H. C. Artmann
- Boubouroche von Georges Courteline

Der ORF begann 1964, von den Komödienspielen Aufzeichnungen zu senden. Mittlerweile zählen die Komödienspiele Porcia zu den ältesten Sommerspielen Österreichs und produzieren professionell jährlich in den Monaten Juni bis August im Schnitt sechs Theaterstücke.
2020 wurde die Veranstaltung aufgrund der COVID-19-Pandemie abgesagt, und auf 2021 verschoben.
2025 lobte das Ensemble Porcia einen mit 5000 Euro dotierten Komödienpreis aus. Erster Preisträger wurde der Tiroler Autor und Theatermacher Manfred Schild mit seinem Text doppelt gemoppelt, der sich damit unter 56 Einreichungen durchsetzte. Das Stück soll im Sommer 2026 vom Ensemble Porcia uraufgeführt werden.

## Die Intendanten
- 1961–1991 Herbert Wochinz
- 1991–1996 Tamás Ferkay
- 1996–2014 Peter Pikl
- 2014–2024 Angelica Ladurner[4]
- ab 2025 Florian Eisner[5]